# Ernst Lehner
Ernst Lehner (Augsburg, 1912. november 7. – Aschaffenburg, 1986. január 10.) világbajnoki bronzérmes német labdarúgó, csatár, edző. 1972-ben a TSV Schwaben Augsburg stadionját róla nevezték el Ernst Lehner Stadionnak.

## Pályafutása

### Klubcsapatban
1920-ban a TSV Schwaben Augsburg csapatában kezdte a labdarúgást. Itt mutatkozott be az első csapatban 1929-ben, ahol 1940-ig szerepelt, mikor a Blau-Weiß 90 Berlin játékosa lett. 1942-ben visszatért az augsburgi csapathoz, ahol 1947-ig játszott egy megszakítással a második világháború miatt 1945-ben. 1947 és 1951 között a Viktoria Aschaffenburg együttesében szerepelt és itt fejezte be az aktív labdarúgást.

### A válogatottban
1933 és 1942 között 65 alkalommal szerepelt a német válogatottban és 31 gólt szerzett. Részt vett az 1934-es olaszországi világbajnokságon, ahol bronzérmet szerzett a csapattal. Tagja volt 1936-os berlini olimpián és az 1938-as franciaországi világbajnokságon részt vevő együttesnek.

### Edzőként
1951 és 1953 között egy megszakítással a Viktoria Aschaffenburg vezetőedzője volt, majd a FC Hanau 93 szakmai munkáját irányította. 1961 és 1966 között az SV Darmstadt 98 csapatánál tevékenykedett.

## Sikerei, díjai
Németország
- Világbajnokság
  - bronzérmes: 1934, Olaszország